# Diocesi di Psibela
La diocesi di Psibela (in latino Dioecesis Psibelensis) è una sede soppressa del patriarcato di Costantinopoli e una sede titolare della Chiesa cattolica.

## Storia
Psibela, il cui sito in Turchia non è ancora stato localizzato, è un'antica sede episcopale della provincia romana della Licaonia nella diocesi civile di Asia. Faceva parte del patriarcato di Costantinopoli ed era suffraganea dell'arcidiocesi di Iconio.
La diocesi è documentata nelle Notitiae Episcopatuum del patriarcato di Costantinopoli fino al XII secolo. La città assunse il nome di Berinopolis o Verinopolis in onore di Verina, suocera dell'imperatore Zenone (474-475); Psibela era il nome antico della città, che ricompare nelle Notitiae Episcopatuum medievali.
Unico vescovo certo di questa diocesi è Teodosio, presente al sesto concilio ecumenico del 680 e al cosiddetto concilio in Trullo del 692. Le Quien assegna a questa diocesi il vescovo Leone presente al concilio di Nicea del 787; questi tuttavia è indicato come vescovo di Sebela e non Psibela, e sottoscrive gli atti conciliari assieme ai vescovi dell'Isauria, provincia a cui apparteneva il vescovo Leone. Le Quien aggiunge anche Sisinnio, che prese parte ai concili di Costantinopoli dell'869-870 e dell'879-880, ma gli atti di quei concili non specificano se si tratti di Verinopolis in Licaonia o dell'omonima sede della Galazia; lo stesso Le Quien assegna il vescovo Sisinnio ad entrambe le diocesi.
Dal 1933 Psibela è annoverata tra le sedi vescovili titolari della Chiesa cattolica; finora il titolo non è ancora stato assegnato.

## Cronotassi dei vescovi greci
- Teodosio † (prima del 680 - dopo il 692)
- Sisinnio ? † (prima dell'869 - dopo l'880)